# (400130) 2006 US128
(400130) 2006 US128 es un asteroide perteneciente al cinturón de asteroides, descubierto el 2 de octubre de 2006 por el equipo del Mount Lemmon Survey desde el Observatorio del Monte Lemmon, Arizona, Estados Unidos.

## Designación y nombre
Designado provisionalmente como 2006 US128.

## Características orbitales
2006 US128 está situado a una distancia media del Sol de 2,632 ua, pudiendo alejarse hasta 3,025 ua y acercarse hasta 2,239 ua. Su excentricidad es 0,149 y la inclinación orbital 12,64 grados. Emplea 1560,22 días en completar una órbita alrededor del Sol.

## Características físicas
La magnitud absoluta de 2006 US128 es 16,8.